# Kremitz (Himmelkron)
Kremitz (früher auch Cremitz genannt; oberfränkisch: Gremäds) ist ein Gemeindeteil der Gemeinde Himmelkron im Landkreis Kulmbach (Oberfranken, Bayern). Kremitz liegt in der Gemarkung Lanzendorf.

## Lage
Das Dorf liegt am linken Ufer des Weißen Mains. Die Kronach dort als linker Zufluss in den Weißen Main. Der Ort ist von Acker- und Grünland umgeben im Osten wird dieses durch die Bundesautobahn 9 durchschnitten. Eine Gemeindeverbindungsstraße führt nach Lanzendorf (0,8 km nordwestlich) bzw. die A 9 unterquerend nach Eichberg (1,4 km südöstlich). Eine weitere Gemeindeverbindungsstraße führt die A 9 unterquerend nach Kieselhof (1,2 km südöstlich).

## Geschichte
Der Ort wurde im Jahre 1406 als „Krenwicz“ erstmals urkundlich erwähnt. Dem Ortsnamen liegt der slawische Personenname Kren mit Zugehörigkeitssuffix -itz zugrunde. Der Ort bestand ursprünglich aus drei Ganzhöfen mit zugehöriger Blockgemenflur.
Zur Realgemeinde Kremitz gehörte Kieselhof. Gegen Ende des 18. Jahrhunderts bestand Kremitz aus 22 Anwesen. Das Hochgericht übte das bayreuthische Stadtvogteiamt Berneck aus. Die Dorf- und Gemeindeherrschaft übernahmen das Stadtvogteiamt Berneck und das Stiftskastenamt Himmelkron gemeinsam. Grundherren waren
- das Stiftskastenamt Himmelkron: 1 Mahlmühle, 1 Schneidmühle, 2 Höfe, 2 Halbhöfe, 1 Viertelhof, 4 Güter, 1 Halbgütlein, 2 Söldengüter, 3 Tropfhäuser, 2 Tropfhäuslein, 2 unbebaute Halbhöfe, 1 unbebautes Halbgut;
- das Kastenamt Gefrees: 1 Halbhof, 2 Viertelhöfe.[8]

Von 1797 bis 1810 unterstand der Ort dem Justiz- und Kammeramt Gefrees. Mit dem Gemeindeedikt wurde Kremitz dem 1811 gebildeten Steuerdistrikt Himmelkron zugewiesen. 1812 entstand die Ruralgemeinde Kremitz, zu der Kieselhof gehörte. Sie war in Verwaltung und Gerichtsbarkeit dem Landgericht Gefrees zugeordnet und in der Finanzverwaltung dem Rentamt Gefrees. Mit dem Zweiten Gemeindeedikt (1818) wurde sie in die Gemeinde Lanzendorf eingegliedert. Am 1. Januar 1976 erfolgte im Zuge der Gebietsreform in Bayern die Eingemeindung nach Himmelkron.

### Einwohnerentwicklung
| Jahr      | 001809 | 001818 | 001861 | 001871 | 001885 | 001900 | 001925 | 001950 | 001961 | 001970 | 001987 |
| Einwohner | 159    | 105    | 141    | 132    | 126    | 124    | 121    | 163    | 125    | 136    | 81     |
| Häuser    |        | 21     |        |        | 21     | 21     | 21     | 21     | 23     |        | 23     |
| Quelle    | [ 12 ] | [ 9 ]  | [ 13 ] | [ 14 ] | [ 15 ] | [ 16 ] | [ 17 ] | [ 18 ] | [ 2 ]  | [ 19 ] | [ 1 ]  |

## Religion
Kremitz ist seit der Reformation evangelisch-lutherisch geprägt und bis heute nach St. Gallus (Lanzendorf) gepfarrt.